# Ossi Oswalda

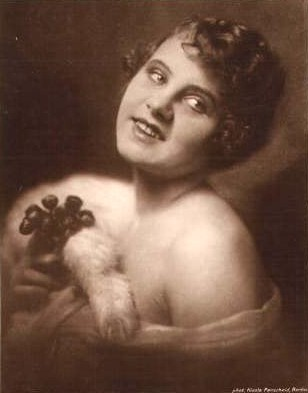
Ossi Oswalda, Fotografie (um 1920) von Nicola Perscheid

Ossi Oswalda (* 2. Februar 1898 als Oswalda Amalie Anna Stäglich in Niederschönhausen; † 7. März 1947 in Žamberk, Tschechoslowakei (heute Tschechien)) war eine deutsche Schauspielerin der Stummfilmzeit.

## Leben

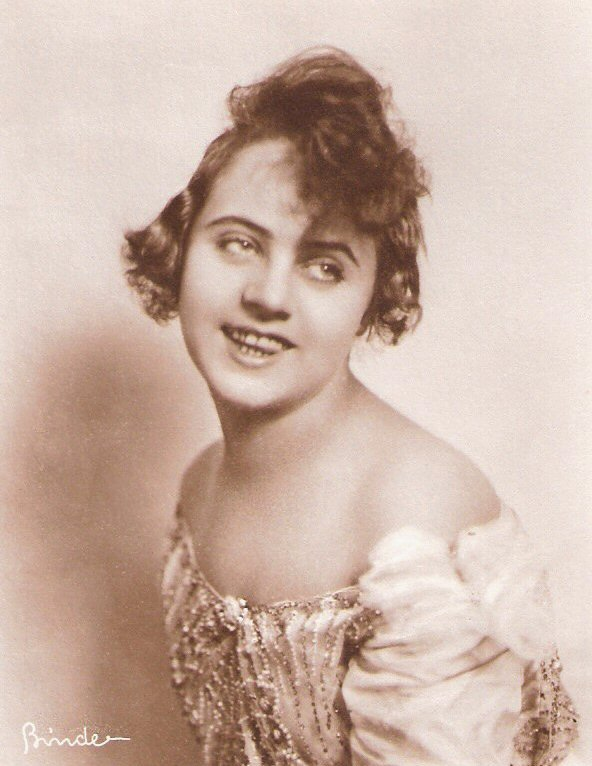
Ossi Oswalda, Fotografie (um 1920) von Alexander Binder

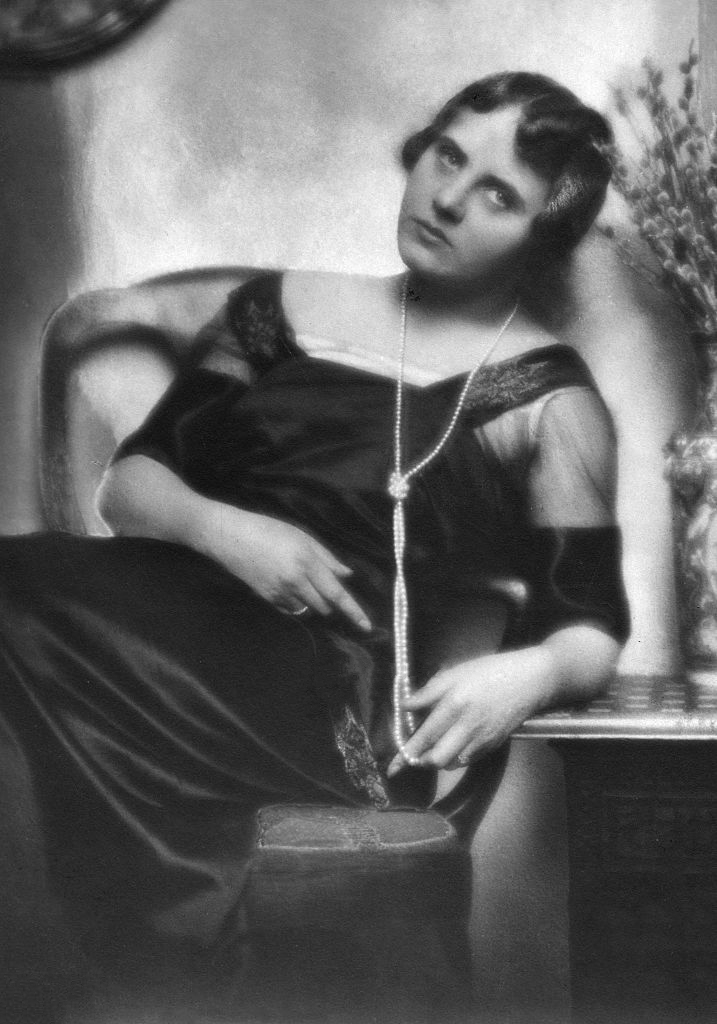
Ossi Oswalda, Fotografie (um 1925) von Nicola Perscheid

Oswalda wurde als Tochter der Plätterin Pauline Stäglich geboren. Nach dem Tanzunterricht bei Eva Peter als Primaballerina ging sie als Chortänzerin an ein Berliner Theater, wo sie 1916 von Hanns Kräly entdeckt wurde, der sie Ernst Lubitsch empfahl. Zwischen 1916 und 1920 drehte sie fast exklusiv mit Lubitsch rund ein Dutzend Filme, von denen die Mehrzahl heute als verloren gilt. Auch andere Regisseure wussten ihr Talent zu nutzen. Aufgekratzt, großspurig und schrill wurde sie zum Publikumsliebling, weshalb man sie bald schon als „die deutsche Mary Pickford“ bezeichnete. Neben Henny Porten und Asta Nielsen war sie „einer der ersten großen weiblichen Stars des deutschen Films.“
Im Jahr 1921 gründete Oswalda ihre eigene Filmgesellschaft Ossi-Oswalda-Film. Diese wurde von ihrem damaligen Ehemann Gustav Freiherr von Kóczián-Miskolczy (in einer späteren Ehe Vater der Schauspielerin Johanna von Koczian) geleitet, mit dem sie seit 1919 verheiratet war. Regisseur der fünf von ihr bis 1924 produzierten Filme wurde ihr Filmpartner Victor Janson. Ab 1925 war sie bei der Ufa unter Vertrag und spielte bis 1929 in rund 20 Stummfilmen mit.
Der Tonfilm bedeutete das Ende ihrer Filmkarriere, sie stand nur zweimal für deutsche Tonfilme vor der Kamera. Nach der NS-Machtergreifung folgte Ossi Oswalda ihrem Lebensgefährten Julius Außenberg ins Exil nach Prag. 1943 schrieb sie das Drehbuch zum Film Der Vierzehnte am Tisch (Čtrnáctý u stolu). In ihren letzten Lebensjahren geriet die einst gefeierte Stummfilmdiva in Vergessenheit. Sie starb völlig verarmt 1947 in Prag und wurde auf dem Olšany-Friedhof beigesetzt.

## Wirken
In Schuhpalast Pinkus, ihrem ersten Film und der ersten Zusammenarbeit mit Ernst Lubitsch, hatte Oswalda nur eine winzige Rolle als Lehrling und Tochter eines Schuhverkäufers inne und wurde auch in den folgenden Filmen zunächst mit kleineren Rollen bedacht. Zu dieser Zeit wurde sie noch unter dem Namen „Fräulein Storry“ geführt. Ihre erste Hauptrolle spielte Oswalda 1917 in Lubitschs Wenn vier dasselbe tun, in der sie erstmals als Backfisch des deutschen Films in der Nachfolge der 1916 verstorbenen Dorrit Weixler wahrgenommen wurde.

„Ossi Oswalda als Backfisch ist so entzückend, so naiv-übermütig und spielt ihre etwas schablonenhafte Rolle so reizend, daß der Verlust, den die deutsche Filmindustrie mit dem Tode Dorrit Weixlers, der ersten und bisher unübertroffenen Backfischdarstellerin, erlitten hat, bei weitem wieder wettgemacht wird. Ich persönlich stelle Ossi Oswalda als Mimikerin sogar noch höher als ihre Vorgängerin.“

Oswalda wurde schnell zu einer prominenten Komikerin – „die wilde kreischende Jungfer, die ihren Kopf durchsetzen will gegen Väter, Vormünder und notfalls auch Ehemänner und überhaupt nicht zum bürgerlichen Wunschbild von der devoten, still duldenden Hausfrau passt.“
Als Oswaldas „vermutlich … beste Komödie“ gilt Ich möchte kein Mann sein, in der sie wie in mehreren Filmen Lubitschs die weibliche Hauptfigur Ossi spielt. Sie erscheint hier in der „bis dahin für sie typischen Rolle der verwöhnten und frechen jungen Frau, die offenbar ohne Eltern aufgewachsen ist und sich gegen die Disziplin, die ihr der Onkel und vor allem die Gouvernante auferlegen wollen, heftig wehrt“. Als Frau gibt sie sich dabei völlig ihren (un-)weiblichen Bedürfnissen hin und raucht, trinkt, spielt Poker und geht gerne einkaufen. Sie verkörperte als erste deutsche Schauspielerin ein Frauenbild, in dem „erotische Attraktion durch das Burschikose gemildert wird“. Ihre Darstellung, auch in späteren Filmen wie Die Austernprinzessin, hatte dabei zügellose und teilweise derbe Züge, die auch auf Ablehnung stieß. Béla Balázs schrieb so im Hinblick auf Die Austernprinzessin: „Ein Ossi-Oswalda-Film [ist] zu erkennen an einer Reihe roher, bochesquer Geschmacklosigkeiten.“ Andere Kritiker werteten das Überdrehte der Rollen als Überspielen:

„Ossi Oswalda entzückte [in Ich möchte kein Mann sein] durch ihr sprudelndes Temperament, ihre überschäumende Laune und ihre schelmische Koketterie. Gleichwohl könnte sie ihre Wirkung noch erhöhen, wenn sie ihre Zappligkeit ein wenig eindämmen und ihr bisweilen bis zur Gesichtsverzerrung sich steigerndes Mienenspiel mäßigen wollte. Man kann ungeheuer lustig sein und erheitern, ohne es so aufdringlich zu unterstreichen.“

War Oswalda in den 1910er-Jahren der Backfisch des deutschen Films, wandelte sich ihr Image in den 1920er-Jahren hin „zum „Berliner Girl“ mit mondänen Attitüden, gut für verzückte Tanzeinlagen in extravaganten Kostümen.“

## Filmografie

### Stummfilme
- 1916: Schuhpalast Pinkus
- 1916: Leutnant auf Befehl
- 1916: Der Tod auf Zeche Silva
- 1916: Der Hilferuf
- 1916: Der G.m.b.H.-Tenor
- 1917: Wenn vier dasselbe tun
- 1917: Ossi’s Tagebuch
- 1917: Prinz Sami
- 1917: Das fidele Gefängnis
- 1918: Dem Licht entgegen
- 1918: Ich möchte kein Mann sein
- 1918: Der Rodelkavalier
- 1918: Das Schwabemädle
- 1918: Das Mädel vom Ballett
- 1919: Meine Frau, die Filmschauspielerin
- 1919: Hundemamachen
- 1919: Die Austernprinzessin
- 1919: Die Puppe
- 1919: Das Mädchen aus dem wilden Westen
- 1919: Das Millionenmädel
- 1920: Die Wohnungsnot
- 1920: Putschliesel
- 1920: Kakadu und Kiebitz
- 1921: Das Mädel mit der Maske*
- 1921: Amor am Steuer*
- 1922: Der blinde Passagier*
- 1923: Das Milliardensouper*
- 1924: Colibri*
- 1924: Niniche
- 1924: Ein Weihnachtsfilm für Große
- 1925: Herrn Filip Collins Abenteuer
- 1925: Das Mädchen mit der Protektion
- 1925: Blitzzug der Liebe
- 1926: Die Fahrt ins Abenteuer
- 1926: Schatz, mach’ Kasse
- 1926: Gräfin Plättmamsell
- 1926: Eine tolle Nacht
- 1926: Die Kleine vom Varieté
- 1926: Das Mädel auf der Schaukel
- 1927: Wochenend wider Willen
- 1927: Frühere Verhältnisse
- 1927: Es zogen drei Burschen
- 1927: Ein schwerer Fall*
- 1928: Eddy Polo mit Pferd und Lasso
- 1928: Ossi hat die Hosen an
- 1928: Die Vierte von rechts
- 1928: Das Haus ohne Männer
- 1929: Der Dieb im Schlafcoupé

* auch Produzent

### Tonfilme
- 1930: Der keusche Josef
- 1933: Der Stern von Valencia